# Terapia sexual
Terapia sexual é o tratamento de disfunções sexuais, tais como: não-consumado, ejaculação precoce, disfunção erétil, libido baixa, fetiches sexuais não-desejados, vício sexual, sexo doloroso ou uma falta de confiança sexual, assistência de pessoas que estão se recuperando de agressão sexual, problemas em geral causados por estresse, fadiga e outros fatores ambientais e de relacionamento. Terapeutas sexuais assistem aqueles que estão experimentando problemas na superação destas (disfunções) e que ao realizarem-na possivelmente readquirem uma vida sexual ativa.

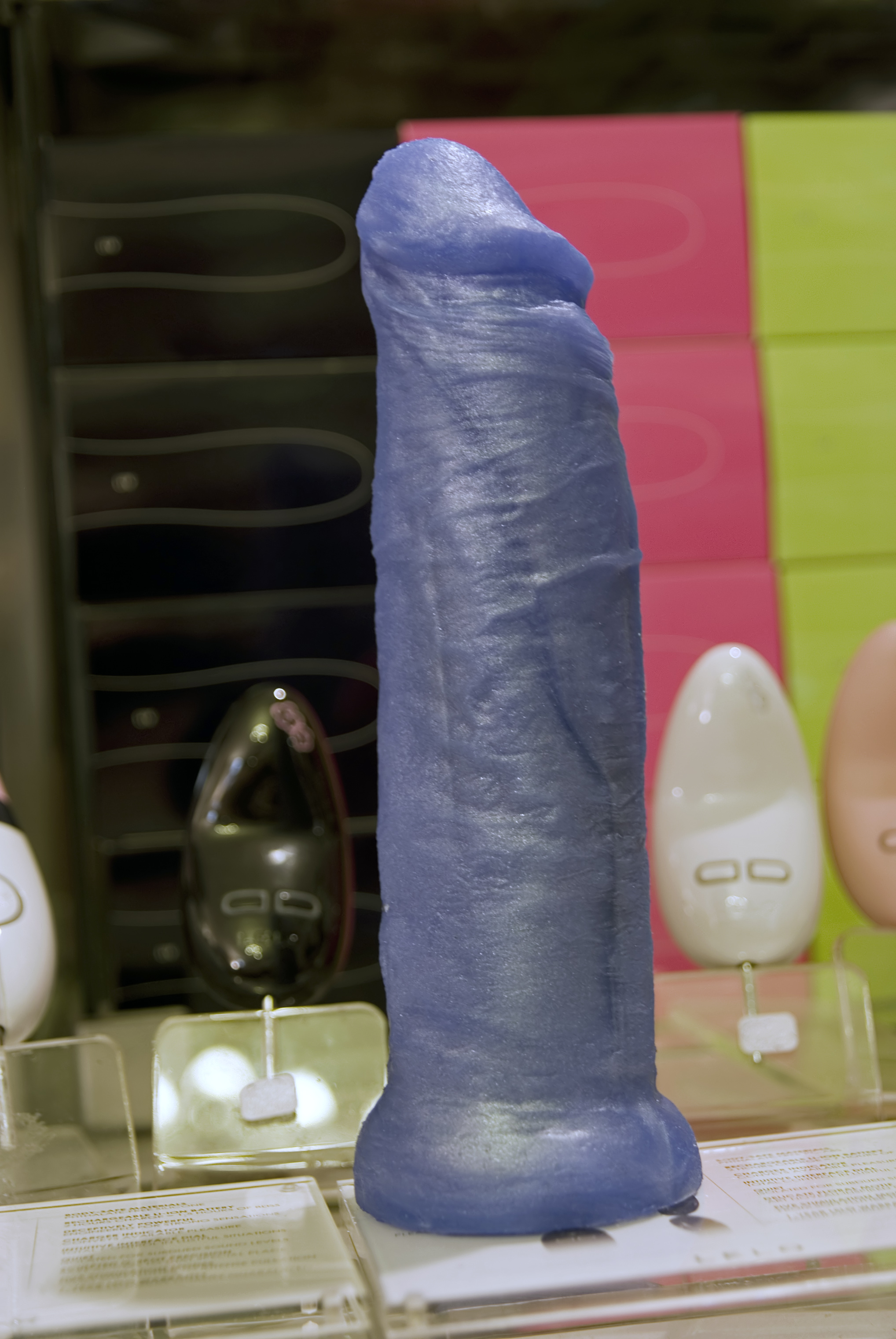
Brinquedos sexuais, frequentemente usados em terapia

.